# 異世界魔術師不用詠唱魔法
《異世界魔術師不用詠唱魔法》是もち著作，並於2014年在成為小說家吧連載的輕小說。改編漫畫最初在《Comic Valkyrie》的第85卷連載，而漫畫單行本由KILL TIME COMMUNICATION發售，並取名為《異世界魔術師不用詠唱魔法 THE COMIC》。

## 劇情簡介
安里昂王國因與達羅魔帝國發生戰爭而陷入困境，因此主角亞多是一名作為勇者之一被召喚至安里昂王國的魔法師。和亞多原本所在的世界相比，異世界的魔法科技遠遠落後。除此之外，和亞多一樣，從其他世界召喚至安里昂王國的的勇者也並不可靠。由於事態的發展，亞多最終承擔起對抗達羅魔帝國的責任，並堅定地表示“這個世界對我來說就是一個巨大的玩具箱”。

## 登場人物

### 主要人物
亞多·維魯納
本作主角，吉諾超魔導帝國戰略級術式開發班的魔導師。在研究魔法途中被異世界的安里昂王國公主蘇菲亞召喚成為第四位勇者。
與其他勇者不同，對於任何事態都抱持冷靜應對。

### 勇者
阿雷克·基爾夫雷亞
勇者之一，納基亞帝國蒼天騎士團的成員。
菲亞莉絲
勇者之一，聖光教會的司祭。
佐神·龍平
勇者之一，共和國軍第五特種工作部的成員。不會使用魔法，但可以一瞬間製作小型武器或道具。

## 出版書籍

### 輕小說
| 卷數 | KILL TIME COMMUNICATION | KILL TIME COMMUNICATION |
| 卷數 | 發售日期                | ISBN                    |
| ---- | ----------------------- | ----------------------- |
| 1    | 2015年4月14日           | ISBN 978-4-799-20722-2  |
| 2    | 2015年7月14日           | ISBN 978-4-799-20763-5  |
| 3    | 2015年11月12日          | ISBN 978-4-799-20816-8  |

### 漫畫
| 卷數 | KILL TIME COMMUNICATION | KILL TIME COMMUNICATION | 青文出版社    | 青文出版社             |
| 卷數 | 發售日期                | ISBN                    | 發售日期      | ISBN                   |
| ---- | ----------------------- | ----------------------- | ------------- | ---------------------- |
| 1    | 2021年2月25日           | ISBN 978-4-799-21464-0  | 2022年8月11日 | ISBN 978-626-322-774-3 |
| 2    | 2022年2月8日            | ISBN 978-4-799-21602-6  | 2023年8月30日 | ISBN 978-626-340-947-7 |
| 3    | 2022年12月8日           | ISBN 978-4-799-21709-2  | 2024年4月25日 | ISBN 978-626-383-226-8 |
| 4    | 2023年10月10日          | ISBN 978-4-799-21822-8  |               |                        |
| 5    | 2024年7月8日            | ISBN 978-4-799-21925-6  |               |                        |

## 外部連結
- 成為小說家吧 （页面存档备份，存于）（日語）
- Comic Valkyrie （页面存档备份，存于） - 漫畫（日語）